# Dysphania binotata
Dysphania binotata là một loài bướm đêm trong họ Geometridae.